# Филистово (Поддорський район)
Филистово (рос. Филистово) — присілок в Поддорському районі Новгородської області Російської Федерації.
Населення становить 23 особи. Входить до складу муніципального утворення Поддорське сільське поселення.

## Історія
Від 2004 року входить до складу муніципального утворення Поддорське сільське поселення

## Населення
| 2010 |
| ---- |
| 23   |